# Гулька, Рогер
Ро́гер Гу́лька (нем. Roger Gulka; род. 4 ноября 1990) — швейцарский кёрлингист.

## Достижения
- Чемпионат мира по кёрлингу среди юниоров: золото (2010), серебро (2011).
- Чемпионат Швейцарии по кёрлингу среди юниоров: золото (2010, 2011).
- Европейский юношеский Олимпийский фестиваль: золото (2009).

- Приз за спортивное мастерство на чемпионате мира среди юниоров (англ. WJCC Sportsmanship Award, Men): 2011.[2]

## Команды
| Сезон   | Четвёртый        | Третий           | Второй           | Первый          | Запасной                                 | Турниры             |
| ------- | ---------------- | ---------------- | ---------------- | --------------- | ---------------------------------------- | ------------------- |
| 2009    | Рогер Гулька     | Доминик Мерки    | Даниэль Шифферли | Бенуа Шварц     | Рафаэль Мерки тренер: Allen Gulka        | ЗЕЮОФ 2009          |
| 2009—10 | Бенуа Шварц      | Петер де Круз    | Рогер Гулька     | Валентин Таннер | Доминик Мерки тренер: Yannick Renggli    | ЧШЮ 2010 · ЧМЮ 2010 |
| 2010—11 | Бенуа Шварц      | Петер де Круз    | Рогер Гулька     | Валентин Таннер | Доминик Мерки тренер: Pierre Baumgartner | ЧШЮ 2011 · ЧМЮ 2011 |
| 2013—14 | Ким-Ллойд Скибос | Adrian Laubscher | Рогер Гулька     | Valentin Loup   |                                          |                     |
| 2014—15 | Ким-Ллойд Скибос | Adrian Laubscher | Рогер Гулька     | Valentin Loup   |                                          |                     |
| 2015    | Рогер Гулька     | Ким-Ллойд Скибос | Даниэль Шифферли | Рене Изели      | Николя Дебайетс тренер: Pascal Hess      | ЗУ 2015 (8 место)   |

(скипы выделены полужирным шрифтом)